# Valeri Filippov
Pour les articles homonymes, voir Filippov.
Ne doit pas être confondu avec Anton Filippov.
Valeri Vladimirovitch Filippov est un joueur d'échecs russe né le 28 novembre 1975. 

## Biographie et carrière
Grand maître international depuis 1986, Valeri Filippov a remporté le tournoi de Kemerovo en 1995, le tournoi de Kazan en 2001, le mémorial Tchigorine (open de Saint-Pétersbourg) en 2001, deux fois le mémorial Carlos Torre (en 2000 et 2002) ainsi que l'open Aeroflot en 2004, ex æquo avec Sergueï Roublevski (vainqueur au départage) et Rafael Vaganian.
Filippov a représenté la Russie lors de l'olympiade d'échecs de 1996 (il jouait dans l'équipe deux de Russie), lors du championnat d'Europe par équipe de 1999 (il jouait au premier échiquier et la Russie finit cinquième) et du championnat du monde de la Fédération internationale des échecs 2004 à Tripoli où il fut éliminé au troisième tour par Aleksandr Grichtchouk.